# Gunnar Wennerberg

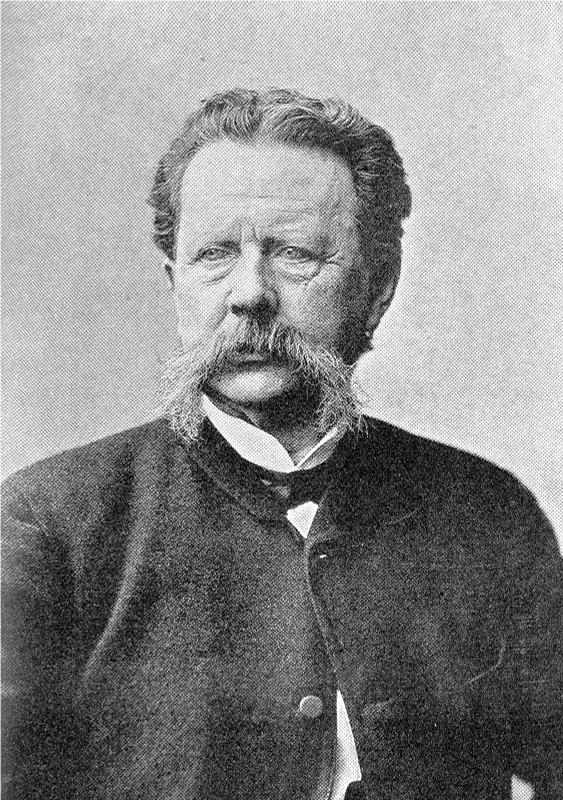

Gunnar Wennerberg (Lidköping, 2 oktober 1817 – Läckö, 24 augustus 1901), was een Zweeds dichter, componist en politicus. Zijn nicht Sara Wennerberg-Reuter (1875-1959) was ook een bekende musica; zij speelde orgel en was ook componist.
Wennerberg was minister van onderwijs van 1870 tot 1875 en van 1888 tot 1891, provinciegouverneur van Kronobergs län van 1875 tot 1888, lid van de Eerste Kamer vanaf 1875 en lid van de Zweedse Academie vanaf 1866.

## Werk
- Frihet bor i Norden (1847)

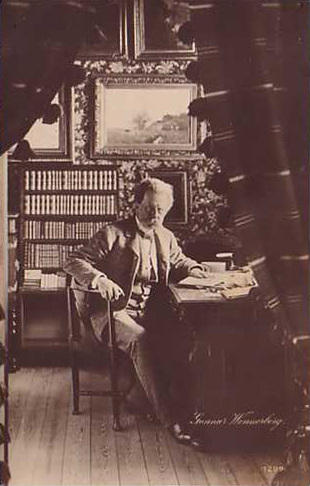

- Stå stark du ljusets riddarvakt (1848)
- Hur länge skall i Norden (1848)
- Trummarsch (1848)
- O Gud, som styrer folkens öden (1849)
- Hör oss Svea (1853)
- Skarpskyttemarsch (1861)
- Säg oss ditt namn, du fruktansvärde (1871)
- Så contigit in Lenom (1871)
- Kung Karls drapa (1872)

- Bibsys: 90175972
- Bibliothèque nationale de France: cb139476489 (data)
- Gemeinsame Normdatei: 119009803
- International Standard Name Identifier: 0000 0000 6655 0938
- KulturNav: 6cdf2cb4-4ba9-44fd-9616-3aa150c79fa4
- Library of Congress Control Number: n89630821
- Nationale Bibliotheek van Letland: 000259940
- MusicBrainz: 35d2801c-c411-4a1a-a4c0-2d9b5c461177
- Nationale Bibliotheek van Tsjechië: mzk2015871195
- Nationale bibliotheek van Australië: 35583950
- Nationale Bibliotheek van Israël: 987007286169005171
- Nederlandse Thesaurus van Auteursnamen: 06771966X
- LIBRIS: 223846
- SNAC: w6kq5z4m
- Système universitaire de documentation: 170127648
- Trove: 1003942
- Virtual International Authority File: 66656810
- WorldCat: E39PBJqw3XFwQhjdD6hxTwgdwC